# Urevere
Urevere – wieś w Estonii, prowincji Rapla, w gminie Märjamaa.